# Chambellay
Chambellay település Franciaországban, Maine-et-Loire megyében. Lakosainak száma 409 fő (2022. január 1.). Chambellay Chenillé-Champteussé, La Jaille-Yvon, Montreuil-sur-Maine és Segré-en-Anjou Bleu községekkel határos.

## Népesség
A település népességének változása:
| Lakosok száma | 368  | 320  | 268  | 296  | 357  | 379  | 403  | 397  | 394  | 409  |
|               | 1968 | 1982 | 1990 | 2006 | 2013 | 2015 | 2017 | 2019 | 2020 | 2022 |